# جبل الحديد (الشعر)

تعديل مصدري - تعديل

جبل الحديد محلة تابعة لقرية ذى ناصر، التابعة لعزلة بيت الصائدي بمديرية الشعر إحدى مديريات محافظة إب في الجمهورية اليمنية.، بلغ تعداد سكانها 37 حسب تعداد اليمن لعام 2004.